# Marienborg
Marienborg, una casa de campo de mediados del siglo XVIII situada en la cima de una pequeña colina en la orilla norte del lago Bagsværd, en el municipio de Lyngby-Taarbæk, a 15 kilómetros al norte del centro de Copenhague, es la residencia oficial del primer ministro de Dinamarca desde 1962. Se utiliza con frecuencia para conferencias gubernamentales, cumbres y otros fines oficiales, incluido el discurso de año nuevo del primer ministro. A diferencia de las residencias de muchos otros jefes de gobierno y de Estado (por ejemplo, la Casa Blanca, el número 10 de Downing Street, La Moncloa y el Palacio del Elíseo), Marienborg no sirve de sede del gobierno ni contiene el despacho del primer ministro. La Oficina del primer ministro se encuentra en cambio en Christiansborg, en Slotsholmen, en el centro de Copenhague. Marienborg fue incluido en el registro danés de edificios y lugares protegidos en 1964.

## Historia

### siglo 18

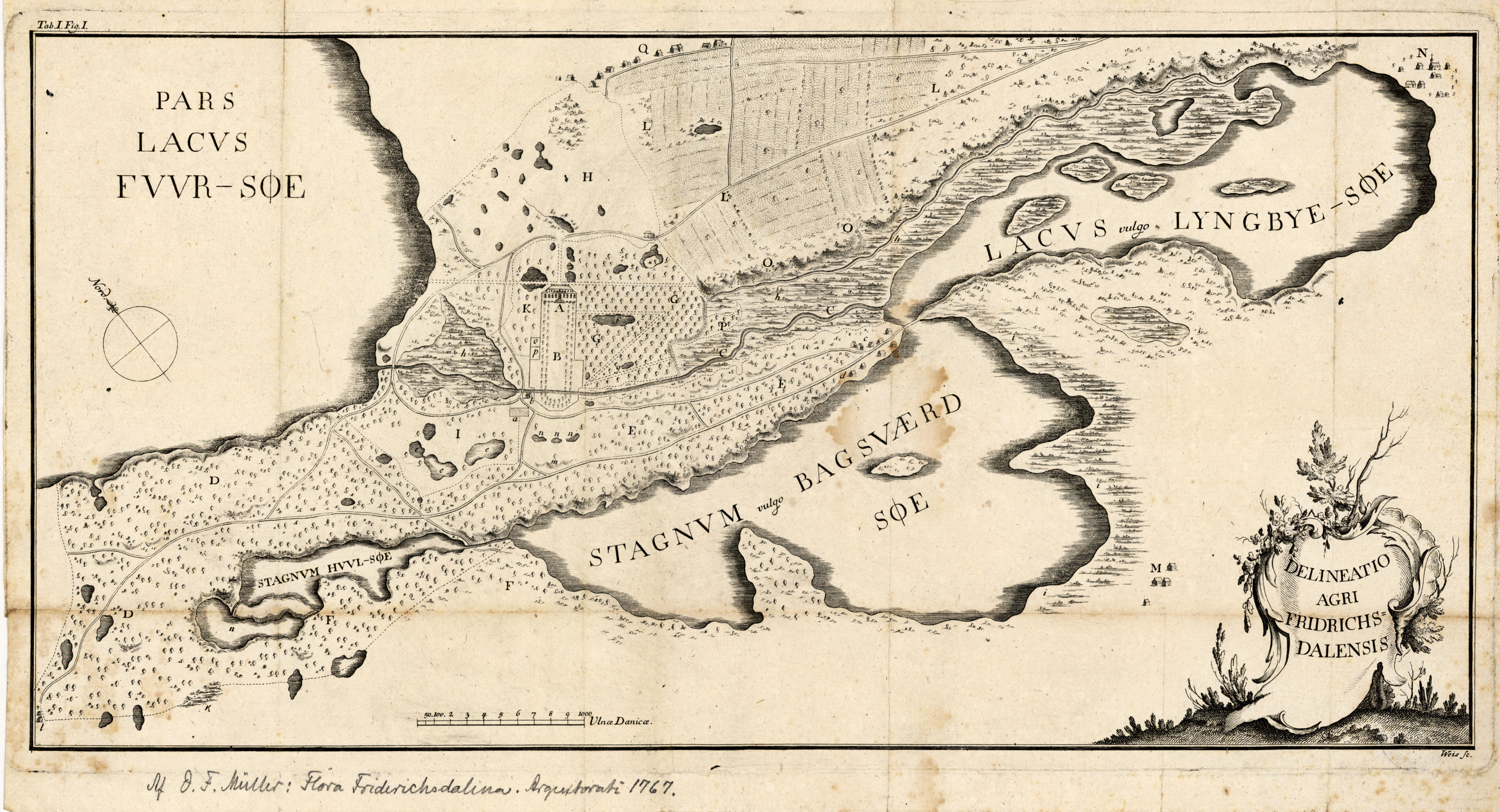
Ny Frederiksdal, visto como un grupo de casas sin nombre, en un mapa de 1767

En el siglo XVIII, la región al norte de Copenhague se hizo popular por sus vistas panorámicas y las oportunidades de recreo con los prados, bosques y lagos que la rodean, y se construyeron muchas residencias de verano. Marienborg es una de las varias propiedades que se vendieron de la finca Frederiksdal a partir de mediados del siglo XVIII y que se utilizaron para la construcción de casas de campo. Se denominaban colectivamente Ny Frederiksdal (Nueva Frederiksdal) y también incluían Søro, Tusculum, Sophienholm y Christianelyst. El edificio principal se construyó hacia 1745 para el oficial de la marina y director de la Compañía Asiática Danesa Olfert Fas Fischer. Era el padre del mucho más famoso héroe naval Olfert Fischer.

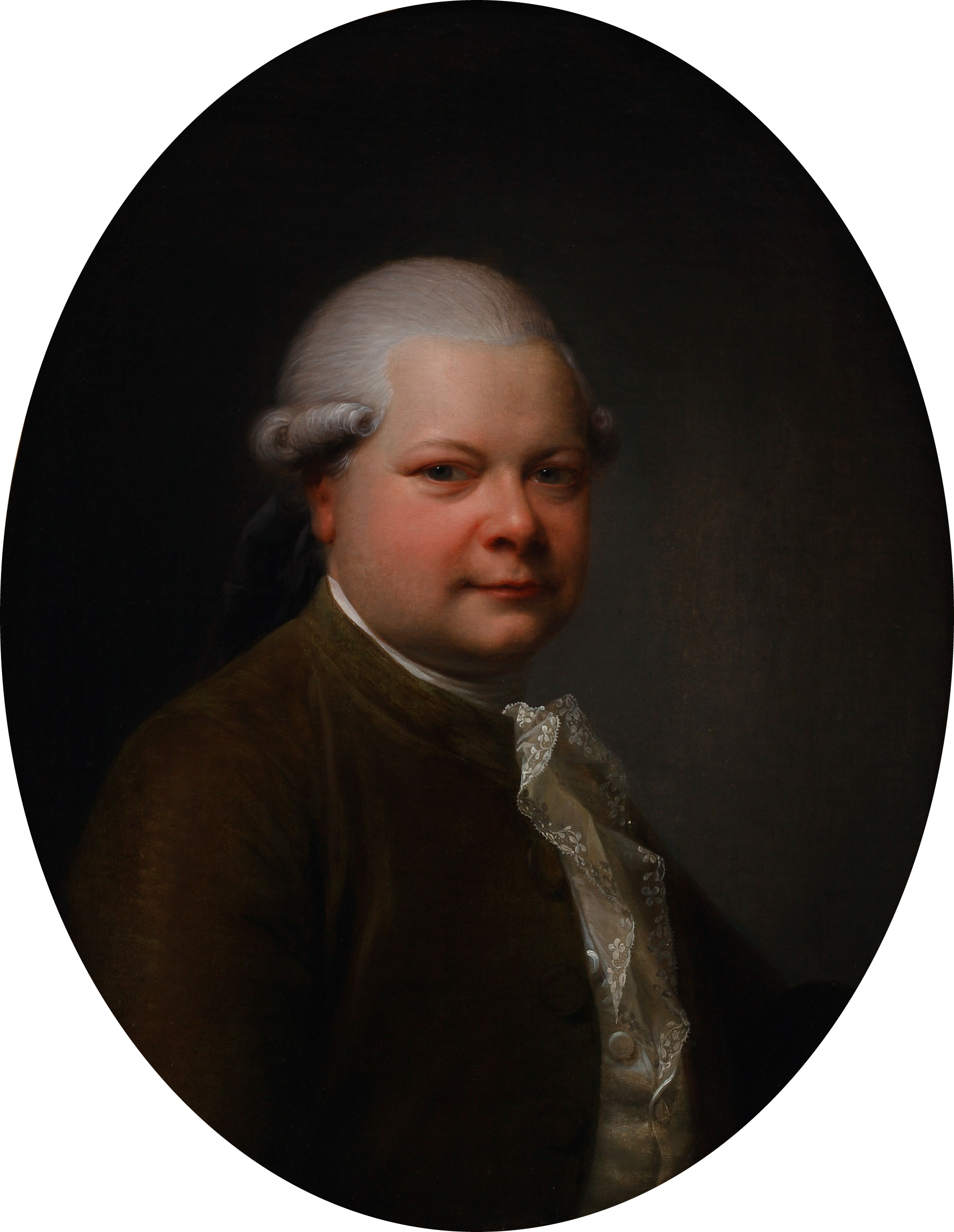
Johan Frederik Lindencrone

En 1750, Fischer vendió la finca a Peter de Windt. La viuda de Windt, Maria Cathrine Michaelsdatter Fabritius, hija del rico comerciante Michael Fabritius, vendió la propiedad a Jacob Frederik Schaffalitzky de Muckadell unos años después de su muerte. El siguiente propietario, Gysbert Behagen, de 1764 a 1792, fue un rico comerciante, armador y director de la Compañía Asiática Danesa. Su hogar en la ciudad era Behagen House en Christianshavn . Fue sucedido por Hans Werner Rudolf Rosenkrantz Giedde .
La finca fue adquirida en 1795 por Johan Frederik Lindencrone, el propietario de la mansión Lindencrone en Copenhague y de la mansión Gjorslev en Stevns,  que la llamó Marienborg en honor a su esposa Marie.

### Siglo 19
En 1800, Lindencrone tuvo que vender Marienborg debido a dificultades económicas. El comprador, Johann Traugott Lebrecht Otto (1766-1824), había trabajado como cirujano de guarnición en Saint Thomas en las Indias Occidentales danesas. En 1801, vendió la propiedad a Julius Ludvig Frederik Rantzau y Johan de Windt. En 1803, Marienborg volvió a cambiar de manos cuando fue adquirida por Jean de Coninck (1744-1807). Era hermano de Frédéric de Coninck .

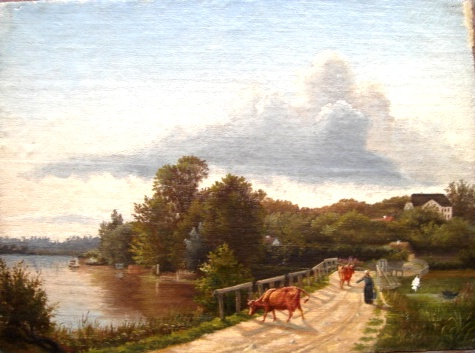
Nybrovej con Marienborg visible al fondo 1876

Peter Boll Wivet (1760-1824), abogado de la Corte Suprema, fue propietario de Marienborg desde 1809 y hasta su muerte en 1824.
Marienborg fue adquirida en 1853 por Vilhelm Junius Lorentz Petersen, el propietario de Lorentz Petersen, una empresa vinícola con raíces que se remontan a 1788. A su muerte en 1863, fue vendida a Rosalie Hennings, cuyo esposo, Adam Gottlob Moltke de Espe y Bonderup, también acababa de morir. A su muerte, Marienborg permaneció en manos de la familia Moltke durante los siguientes 15 años.

### siglo 20

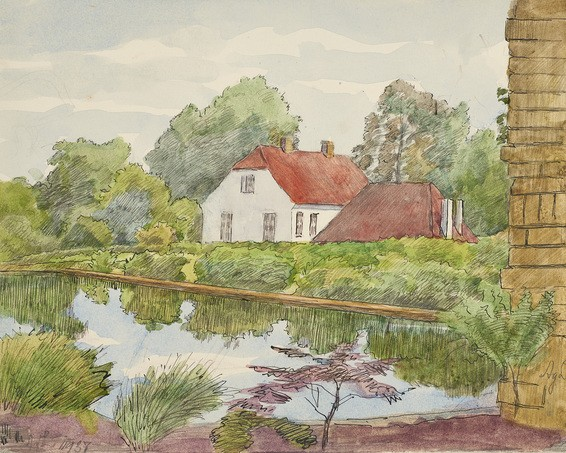
Agnes Lunn: de Marienborg (1937). La artista, prima de la madre de David, fue su madrina

Oscar Wandel, propietario de Carl Wandel & Søn, una empresa de vinos, compró Marienborg en 1899. En 1815, vendió la finca a Vilhelm Skovgaard-Petersen,
Tras la muerte del último propietario privado, abogado y mecenas CL David, Marienborg fue legada en 1960 al estado danés como residencia de verano del primer ministro en funciones.

## Arquitectura
Muchos propietarios diferentes han dejado su huella en Marienborg y su arquitectura. Los interiores también han sido modificados en varias ocasiones. Hoy en día, Marienborg destaca como una finca clasicista restaurada con algunos acentos modernos cuidadosamente seleccionados.

## Interior
El interior de la mansión fue reformado en 2017. La Fundación AP Møller y Hustru Chastine Mc-Kinney Møller realizó una donación de 3,65 millones de coronas danesas para muebles nuevos y obras de arte para la mansión.

## Lista de propietarios

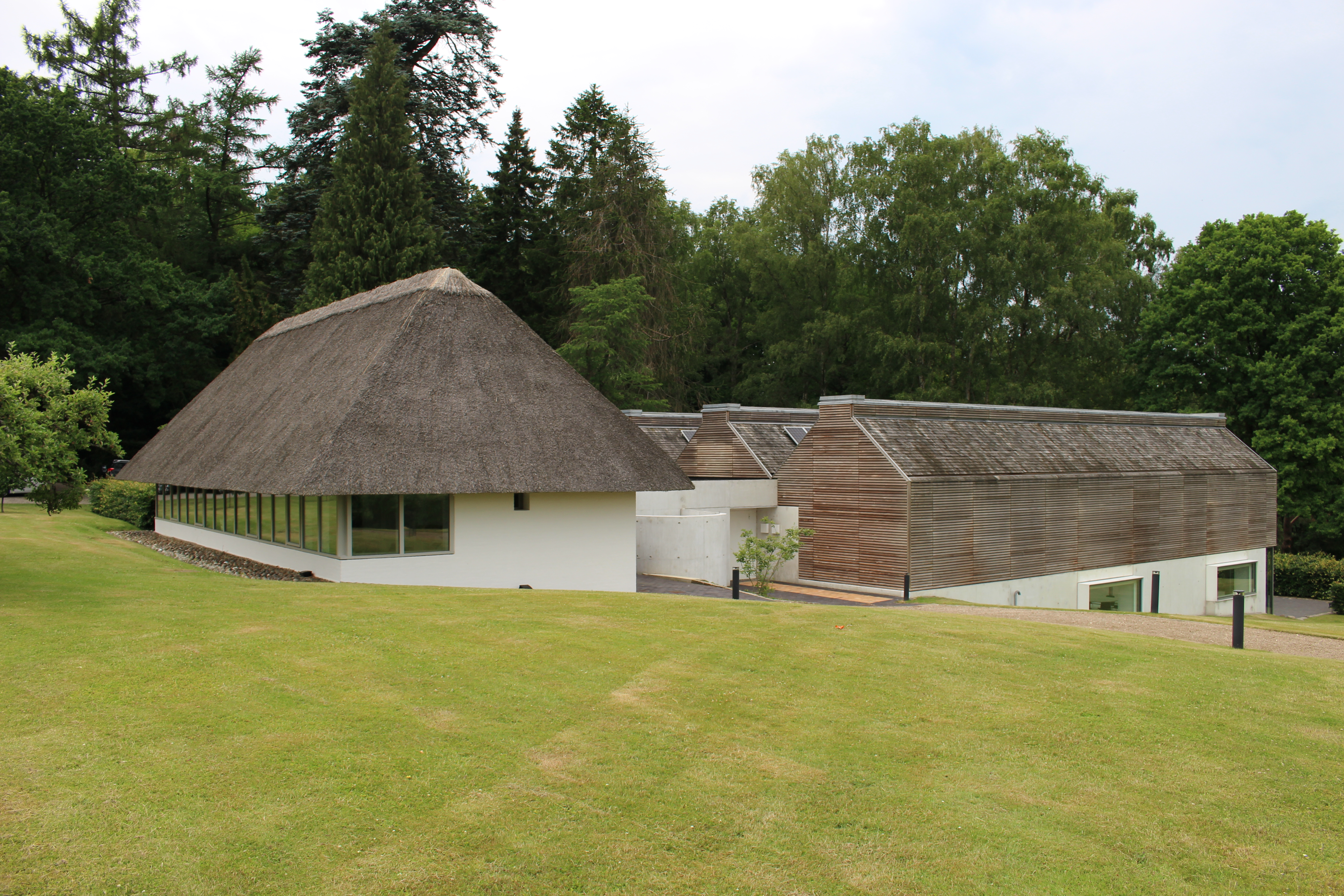
Pabellón del jardín moderno

- (1745-1750) Capitán Olfert Fas Fischer
- (1750-1753) Peter de Windt
- (1753-1755) Maria Cathrine Michaelsdatter Fabritius
- 1755-1764: Jacob Frederik Schaffalitzky de Muckadell
- (1764-1793) Gysbert Behagen
- (1793-1795) Hans Werner Rudolf Rosenkrantz Giedde
- (1795-1800) Johan Frederik Lindencrone
- (1800–1801) Johann Traugott Lebrecht Otto
- (1801–1803) Julius Ludvig Frederik Rantzau / Johan de Windt
- (1803–1807) Jean de Coninck
- (1807–1809) Herencia de Jean de Coninck
- (1809-1824) Peter Boll Wivet
- (1824-1849) Cathrine Ernst
- (1849) Cecilie Wivet
- (1849-1855) Edvard Knudsen
- (1855-1863) Vilhelm Junius Lorentz Petersen
- 1863-1864: Herencia de Vilhelm Junius Lorentz Petersen
- 1864-1885: Rosalie Hennings
- 1885-1899: familia Moltke
- 1899-1915: Oscar Wandel
- 1915-1934: Vilhelm Skovgaard-Petersen
- 1934-1960: CL David
- 1960-1962: Herencia de CL David
- 1962-presente: residencia estatal

### Propiedad estatal: primeros ministros

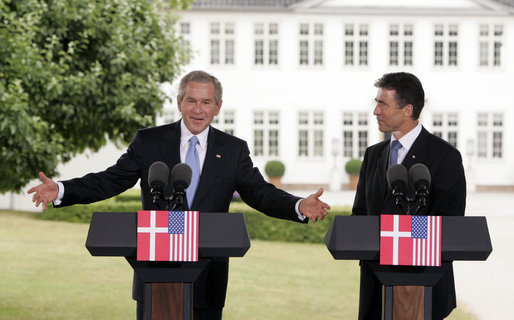
El presidente estadounidense George W. Bush y el primer ministro Anders Fogh Rasmussen celebraron una conferencia de prensa conjunta en los jardines de Marienborg, julio de 2005.

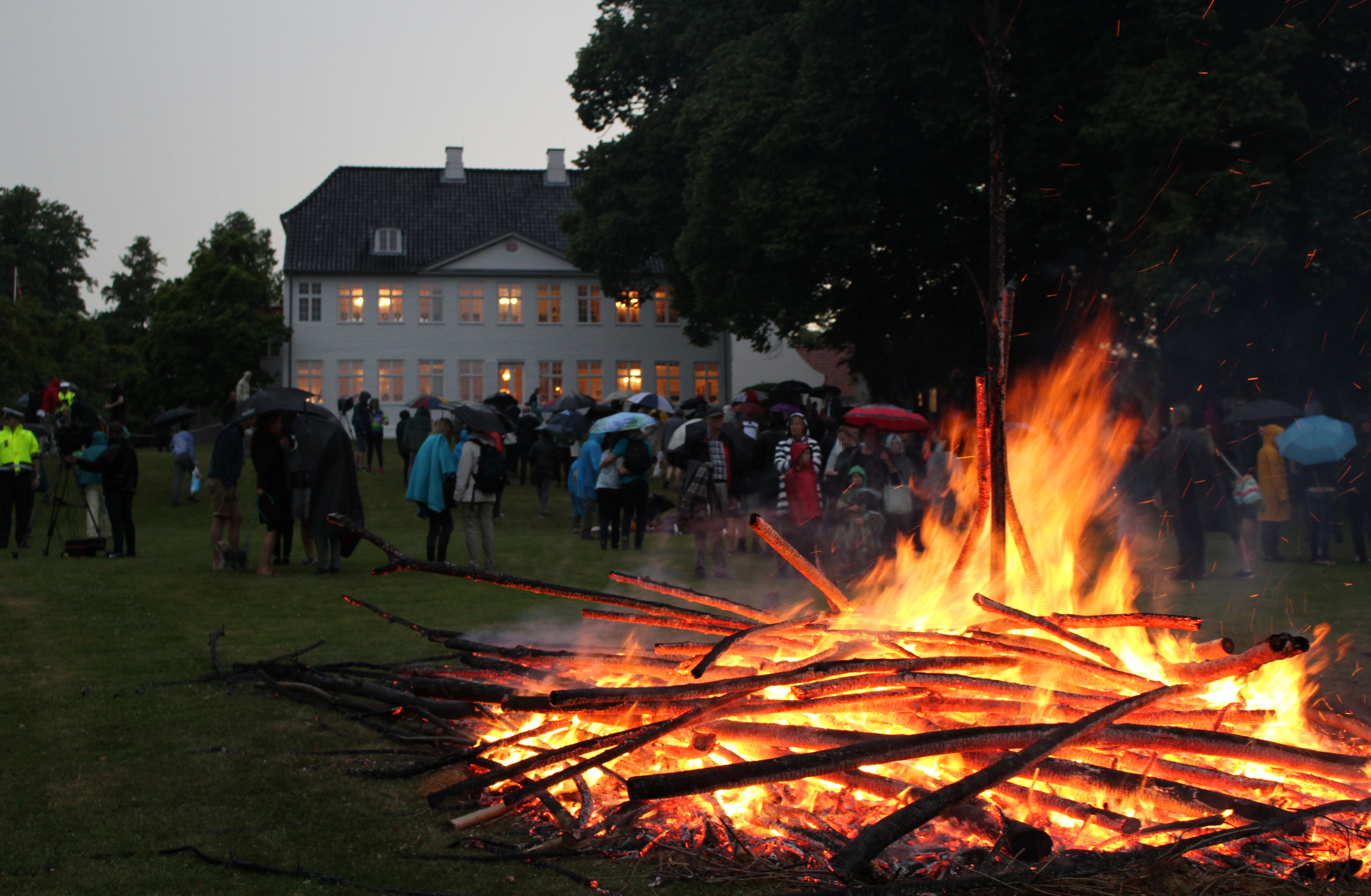
Noche de San Juan 2016.

- Viggo Kampmann 1960-1962 (nacido Viggo Olfert Fischer Kampmann, descendiente del propietario original)
- Jens Otto Krag 1962-1968, 1971-1972
- Hilmar Baunsgaard 1968–1971
- Anker Jørgensen 1972–1973; 1975-1982
- Poul Hartling 1973–1975
- Poul Schlüter 1982–1993
- Poul Nyrup Rasmussen 1993–2001
- Anders Fogh Rasmussen 2001–2009
- Lars Løkke Rasmussen 2009–2011, 2015–2019
- Helle Thorning-Schmidt 2011-2015
- Mette Frederiksen 2019-presente